# Rue Georges-Thill
Pour les articles homonymes, voir Thill.
La rue Georges-Thill est une voie du 19e arrondissement de Paris, en France.

## Situation et accès
La rue Georges-Thill est une voie publique située dans le 19e arrondissement de Paris. C'est une rue piétonne avec une place centrale plantée d'arbres donnant sur une école maternelle qui débute au 73 bis, rue Petit et se termine au 168, avenue Jean-Jaurès.
Les véhicules ne peuvent accéder qu'aux parkings des nos 5-7 et 6-8 de la rue.
Elle est desservie par la ligne 5 à la station Ourcq.

## Origine du nom
Elle porte le nom du ténor français Georges Thill (1897-1984). 

## Historique
La voie est créée dans le cadre de l'aménagement du lotissement du Hainaut sous le nom provisoire de « voie EA/19 » et prend sa dénomination actuelle par un arrêté municipal du 26 janvier 1998. 
En 2018 elle était en cours de réaménagement avec création de plates-bandes. Les riverains devront entretenir les plantes.[réf. nécessaire]